# 費希平
費希平（1917年9月17日—2003年2月21日），遼寧省遼中縣人，中華民國政治人物、台灣黨外運動人士，民主進步黨元老人物。
费希平畢業於國立北平大學（已併入北京大學）政治經濟學系，曾以中國國民黨黨員身分長期擔任立法院第一屆立法委员，但因為不滿國民黨在台灣的威權統治而加入黨外運動，更成為台灣第一個反對黨民主進步黨（民進黨）的創党元老。不過民進黨創黨以後，他又因國會全面改選運動與其終身職立委的身分有所衝突，加上民進黨主席黃信介操之過急，對其退職一事運作成「逼宮」之勢，因此憤而於1988年7月退黨。費希平退出民進黨以後，曾短暫持續推動兩岸和平工作，後遷居美國，退休於加利福尼亞州洛杉磯頤養天年，至2003年2月逝世，終年85歲。

## 生平
於1917年出生於東北的奉天省（遼寧省前身）遼中縣，少年時代隨父母移居瀋陽市，中學畢業後考進國立北平大學政治經濟學系。1937年，對日抗戰爆發，從軍參加武漢會戰，後到河北省敵後從事游擊戰。1938年，加入中國國民黨。1945年，日本投降，返回中國東北，歷任瀋陽市政府科長、祕書等職，不久調任遼寧省青年督導團團長。

### 第一屆立委及隨國府来台
1948年，代表中國國民黨於遼寧省參選第一屆立法委員，在國民黨黨籍、三民主義青年團、政府人員、退伍軍人等背景下，以「候補候選人」的身分當選，在立法院隸屬於座談會派（以三青團與黃埔系出身的立委組成的次級團體）。隨後因國共內戰的發展，隨國民政府撤退到台灣
來台灣之後，跟隨安東省選出的第一屆立法委員劉博崑學習問政技巧；後來劉博崑因質詢時罵當時總統蔣中正而被中國國民黨開除黨籍。
1960年，雷震在《自由中國》風波中被捕，是為「雷震事件」；1960年9月23日，在立法院第二十六會期第二次會議對雷震事件提出六點質詢行政院長陳誠，對此蔣介石曾於1961年批示「應予開除黨籍之處分」，後因先被中國國民黨中央委員會紀律檢查委員會決定停止黨權一年，在不宜二次處分的考量下，國民黨方面建議於當年6月份黨員重登記時不予登記，撤銷其黨籍。此後，未再加入國民黨。
1971年12月30日，自行拆除位於台中市三民西路的住宅，以配合都市計畫。
1979年12月10日，高雄市爆發美麗島事件，對此雖然表示美麗島人士是「自以為革命，也找錯了革命對象」，並以此公開批評台獨人士，但他也從此開始和黨外運動人士交往，尤其與康寧祥、林正等人友善，被尊稱為「費老」。美麗島事件受刑人家屬參選，都上台助講。1981年中華民國縣市長選舉，參加「黨外助選團」，巡迴全省，為黨外提名的候選人助選。1982年，率先在立法院質詢中國統一問題，抨擊中國國民黨「三不政策」。1983年3月14日，黨外雜誌《前進周刊》創刊，名譽發行人，發行人蔡式淵，社長林正杰。
1984年2月，擔任黨外公職人員公共政策研究會（黨外公政會）第一屆理事長；同年9月5日，黨外公政會舉行成立典禮，會址設於台北市青島東路4號2樓之3，親自主持成立典禮，林正杰擔任該會祕書長，林文郎擔任該會財務長。黨外公政會成立過程中，費希平獨排眾議，致函當時中國國民黨秘書長蔣彥士，並且主張該會成立時應向主管機關登記；此舉使他慘遭黨外人士強烈批評，他在黨外人士心中的地位暴跌。後來又有具強烈臺灣意識的黨外人士，私下以「台灣人的團體，怎麼由外省人來領導？」批評，令他非常不滿。
1984年10月12日，在立法院第七十四會期第七次會議向行政院長俞國華提出，台灣與中國大陸合組「大中國邦聯」（Confederation States of China），「臺灣與大陸在邦聯盟約之下，從事和平競爭，經過十年、二十年、也許五十年，人民在生活體驗中自然會比較出來究竟是哪種制度適合中國，然後以公民投票解決中國統一問題。這才是『以三民主義統一中國』的最佳途徑。」「在中共（中國共產黨）文化大革命時，大陸老百姓沒飯吃，這是政府反攻大陸最好的時機，國民黨卻輕易放過；所以，今天我們只有用和平方法與共產黨競爭，腳踏實地做事，否則喊口號不能嚇走共產黨的！」
1985年3月，黨外公政會理事改選，在康寧祥遊學返國當天宣布退出黨外公政會，聲言：「我參加黨外活動是在追求民主政治，而民主政治的實踐必須以政黨政治為條件。換言之，沒有政黨政治，就不是民主政治。所以，推行民主政治的手段必須組黨，而不是永遠留在黨外。……如果黨外人士緊緊抱著黨外不放，我寧願退出黨外，重拾我的悠閒生活。」但他仍積極參與黨外人士的組黨工作。在〈民主政治與政黨〉文中提出了黨外人士組黨應遵守的五個原則：㈠新政黨是民主政黨，必須有包容性，不應強調地方意識，以免成為地方政黨；㈡新政黨應與中國國民黨和平共存，公平競爭，共同為民主憲政實踐而努力；㈢新政黨應在憲政體制下運作，走議會政治路線；㈣新政黨應採取反共政策，並與台灣獨立運動（台獨）劃清界線；㈤對於國是，新政黨應有自己的主張，絕不作「民主花瓶」。

### 參与民進党組建
1985年4月23日，就在聲稱退出公政會與黨外之後的一個月內，便已經開始與黨外人士與中介人士集會，商討另組新組織一事。1986年5月14日找傅正談論組黨一事，是促成7月3日商籌組黨之議的關鍵，也是後來形成「秘密組黨十人小組」的重要契機。
1986年，成為民主進步黨（民進黨）建黨十八人小組成員（其餘成員為傅正、尤清、江鵬堅、張俊雄、周清玉、謝長廷、游錫堃、陳菊、黃爾璇、康寧祥、蘇貞昌、許榮淑、顏錦福、李勝雄、邱義仁、洪奇昌、郭吉仁），並競選民主進步黨第一屆主席。1986年9月28日，「黨外中央選舉後援會」在台北市圓山大飯店2樓召開年底國民大會代表選舉及立法委員選舉的黨外候選人後援會，朱高正提案「立即組黨」立即獲得在場黨外人士的熱烈響應；大聲宣布「民主進步黨正式成立」，名列民進黨創黨黨員排序第二號。1986年9月28日，說，民主政治是多數決的政治，在少數服從多數之前，多數尤應尊重少數；他相信，黨外組黨，對於中國國民黨所一貫號召的團結和諧，將有正面作用。
1986年11月10日，民進黨於台北市台北環亞大飯店文化中心召開第一屆全國黨員代表大會，當選民進黨第一屆中央常務委員（中常委）。
1986年11月10日，民進黨11位中常委在台北市元穠茶藝館選舉民進黨第一屆主席，以一票之差敗給江鵬堅。黨外雜誌《八十年代》創辦人康寧祥執意支持競選黨主席，康寧祥最好的兄弟張德銘難以忍受康寧祥此舉而在黨主席選舉中投廢票，結果是一直對創黨時機有所保留的江鵬堅當選民進黨第一屆主席。
民進黨成立後，卻與民進黨開始漸行漸遠：㈠堅持走「議會路線」，而自《美麗島雜誌》以降的黨外運動主流是「群眾路線」。㈡民進黨成立後以追求台獨為目標，卻贊成台灣與中國大陸合組「大中國邦聯」。㈢對於萬年國會議題，民進黨請先辭去立法委員職務以為表率，然後參選立法委員，理由是他的聲望一定可以使他當選；則認為，他留在立法院至少可以確保民進黨還有一席立法委員，如果他參選且當選則會擠掉一名原本可能當選的民進黨候選人。
1987年，中國民主教育基金會頒發「第二屆傑出民主人士獎」給方勵之、王若望與李柱銘；領受「傑出民主人士獎」獎牌，但獎金捐給中國民主教育基金會，這是中國民主教育基金會首次把「傑出民主人士獎」頒給一個「台灣人士」。在領獎感言中說：中華民國雖然經歷了前總統蔣經國逝世，但政權順利轉移給繼任總統李登輝，代表了政局穩定、國民對民主政治的認知與需求；他認為，李登輝採取了很多適當措施，得到國內民意代表和軍方的欽佩和支援，聲望日高，並深獲國民的信任；一個反對黨必須以「對全體國民有利」為準繩，他相信民進黨能扮演「忠誠的反對黨」、在民主政治運作上發揮制衡作用。同時，對於有人批評是統派，回答：「我不是統派，也不是獨派。我要從台灣老百姓的利益來評估。如果統一對老百姓有好處，我贊成統一；但今天共產黨在大陸這樣搞，我豈能就這樣贊成統一呢？可是，有一天他們搞好了，自由、民主都有了，我也可以贊成統一。如果統一不行，我也贊成台獨，條件是不要把台灣搞亂了；搞亂了會造成衝突，國民黨或者有實施戒嚴，反對黨不能立足，對老百姓不利，對民主政治有絕大影響，因為民主政治只有在社會安定之下才能成長。此外，要獨立就得真正的獨立，要能進聯合國、與各國都有邦交，否則與現在有什麽不同？」
1987年9月，宣布退出民進黨立法院黨團。1987年12月25日，對於萬年國會議題，說：「我也是『老法統』啊，我贊成全面改選。」
1988年1月26日，立法院通過《第一屆資深中央民意代表自願退職條例》，適用範圍包括立法委員與國大代表，正是其中之一。
1988年12月，由於「國會全面改選」運動如火如荼，國民黨方面傳出即將逼退倪文亞退職一事，使得民進黨主席黃信介表示應該要讓當「歷史第一人」才對。1988年12月14日，經過當時民進黨主席黃信介的協調，同意率先退職，但退職細節仍必須再協商。1988年12月16日下午，、黃信介與尤清在民進黨中央黨部召開記者會，宣布他率先退職的三條件：㈠民進黨必須肯定第一屆資深中央民意代表的貢獻；㈡國會全面改選後，應以比例代表制選出大陸代表，以免國會淪為地方議會；㈢不妨給予第一屆資深中央民意代表適當退職金，但他的退職金「絕不留用分文，而願全數捐出，作為社會福利基金」。的退職三條件當場獲得黃信介肯定：「本黨唯一資深立法委員同志，畢生獻身民主，奮鬥犧牲，從不後人；現為支持本黨推動之國會全面改選，願率先退職。此種高風亮節之情操，非僅為本黨所同聲敬佩，諒必為全體同胞所一致讚揚。本人願首先代表本黨表示最高敬意。」

### 退出民進党
1988年12月19日，民進黨中央常務委員會（中常會）決議否決的退職三條件。同日15時許，出現在立法院記者經常聚集的咖啡廳，發表退出民進黨聲明，全文如下：「本人在退職聲明中，一開始就曾說明：『本人為促進中央民意代表全面改選、使國會機構趨於健全，願在下列三個條件下，宣布退職……』；現在（民進黨）中常會既然拒絕履行三條件，本人也沒有履行退職義務之必要。同時，由此證明：民進黨中有些人不但台獨思想異常濃厚，且有法西斯之霸道作風；此與本人一貫主張推行民主政治之目標，背道而馳。因此，本人宣布自今日起脫離民主進步黨。」
1988年12月24日，積極主張台獨（明顯不同於贊成台灣與中國大陸合組邦聯）的鄭南榕批評的退職三條件：「如果有一天，目前飽受唾罵的老法統在朝野兩黨一致的『肯定』聲中『光榮』退職；如果有一天，號稱『全面改選』的國會，朝野兩黨一致同意依比例設置『大陸代表』；如果有一天，台灣人（新台幣）三十億（元）的血汗錢在朝野兩黨一致允諾之下成為『資深民代』的退職金；台灣人民該怎麼想？……如果民進黨同意的要求，則該黨所謂的『國會全面改選』勢必導致上述三種『朝野一致』的荒謬結果；這已不是把『全面改選』的原意七折八扣而已，這簡直就是背道而馳；如此一來，固然可以成就『第一個退職老法統』的『歷史美名』，但民進黨及台灣人民卻必須付出慘重的代價，而國民黨及老法統卻坐收最大的漁翁之利。……不論如何，民進黨中常會對於『三條件』的決議，畢竟值得肯定：不僅穩住了陣腳，並且將『事件』可能對該黨的負面影響降至最低。如今民進黨終於可以有機會擺脫老法統的包袱，而且也更清楚了老法統滿口『民族大義』、實則『個人利益』的真面目。」

### 退党后
1989年4月17日，中國民主和平統一訪問團由擔任團長，率領團員熊玠、張乃凡、曾祥鐸、謝坤銓、陳黎陽、陳正光等10人訪問中國大陸由南到北12大城市，行程11天，討論兩岸政治及經濟問題。1989年4月24日，中國民主和平統一訪問團抵達北京市，费希平代表中国民主和平统一访问团发表声明：“我们基于知识分子的良知、国家民族的利益，以个人身份，自动组团访问中国大陆，以了解大陆朝野人士对中国统一的意向，并提供我们的意见。同时将大陆各方面意见，带回台湾，公诸于世，进而与台湾父老及海外各界人士共同讨论，以利中国统一大业早日完成。”訪問期間，中國民主和平統一訪問團也批評中國共產黨，表示若中共堅持一黨專政則無和談可能，且中共權力太大必然腐化、必然為其他政黨取代。由於時值六四天安門事件，中國民主和平統一訪問團拖延到6月7日才返回台灣。
1990年11月2日，在立法院施政總質詢時發表臨別演說，宣布將於該年年底退職，同時批評：「國民黨必須順應世界潮流，由黨內民主開始。民進黨是台灣最大的反對黨；如果反對黨對執政黨符合人民利益的措施也堅決反對，這不是反對黨反對執政黨，而是反對人民！」他認為，民進黨立法院黨團每以程序發言杯葛議事運作，導致民生法案積壓，民進黨應深入檢討；他同時質疑，一旦台灣宣布獨立，中共不但會全力阻止台灣加入聯合國，也可能以武力對付台灣，台灣人民將無法避免一場戰爭災難，「請問民進黨諸公：這是愛台灣，還是害台灣？」他說，台灣前途決定於中國國民黨與民進黨的作法：如果這兩大黨能捐棄過去恩怨，攜手合作將台灣建設成經濟強國，中共不敢輕言動武，在此情況下，「台灣無獨立之名，而有獨立之實」；如果這兩大黨為統獨問題爭論不休、互相攻擊，給中共出兵藉口，台灣前途就可悲了。他也說，中國統一應在政治民主及經濟自由原則下完成，中共應放棄一黨獨霸既有利益，恢復私有制度，再由兩岸人民制定憲法、選舉官吏、完成統一大業。
1990年11月2日，接受《聯合報》記者胡文輝（後任《自由時報》總編輯）專訪，被問到「你對目前的民進黨的看法如何」時提到：㈠民進黨不應該是台獨黨，要搞台獨的人應該另外成立一個台獨黨；㈡黨的利益絕對不能優先於人民的利益，派系及個人利益也不能優先於黨的利益；㈢中國國民黨把黨的利益優先於人民的利益，所以被民進黨反對；但是目前民進黨一些作為，卻是在學習中國國民黨、重蹈中國國民黨覆轍。
1990年11月，擔任海峽交流基金會（海基會）董事。
1991年，正式退職並退出政壇，移民美國；1998年遷至洛杉磯與親人同住療養。

### 去世
2003年2月21日，因心肺衰竭逝世於洛杉磯附近的普萊辛西亞林達醫院，享壽86歲，身後留下遺孀王丹楓、兒子費晚成、兒子費天成、女兒費燕君及多名旅居美國的親人。
2003年2月27日，民進黨中央黨部發表悼念聲明，稱費希平的一生見證台灣民主運作最動盪的時期。2003年2月28日，《聯合報》【黑白集】質疑：「費老與民進黨決裂而去，早在1988年；如今病逝異鄉，卻在民進黨的哀悼聲明中被稱為『台灣痛失民主運動最重要參與者』。民進黨失去已有十五年，如果分道揚鑣之時並未承認『痛失民主運動最重要參與者』，何以今日仍要以費老為民主運動的樣板？」
2003年3月2日，公祭儀式在洛杉磯近郊的玫瑰崗墓園教堂舉行，民進黨副秘書長李應元、民進黨美西黨部執行長林榮松、世界台灣人大會副秘書長陳大昇等人參加公祭，李應元代表民進黨中央黨部向遺孀王丹楓及家屬表達哀悼與慰問之意。
2003年3月11日，中華民國總統陳水扁發布褒揚令：「前立法委員費希平，性行耿介，才猷卓越。早歲卒業國立北京大學政經系，曾任瀋陽市政府科長、秘書等職，忠勤蒞事，幹濟有聲。行憲伊始，膺選第一屆立法委員，宣勤議席，讜論流徽。為倡導議會運作，反對一黨獨大，伸張正義，維護人權。致力推動民主政治，積極催生在野政黨，合縱連橫，鞠躬盡瘁。嗣為民主進步黨創黨發起人，對我國政黨政治之發展，貢獻卓著，一九八七年榮獲傑出民主人士獎，蜚聲中外，群流共仰。綜其生平，風骨嶙峋，不忮不求，碩德豐功，允足矜式。遽聞溘逝，軫悼良殷，應予明令褒揚，以示政府篤念耆賢之至意。」
2003年3月15日，民進黨中央黨部舉行追思會，中華民國總統陳水扁、中華民國副總統呂秀蓮、行政院長游錫堃、考試院長姚嘉文、總統府秘書長邱義仁、中華民國國家安全會議祕書長康寧祥、台北縣長蘇貞昌等人皆出席，陳水扁在會中說：「費老之所以令人景仰，並不在於他是反對運動中少數的外省人；而在於他是在專制、強權的統治之下，敢為了堅持自己的理念與良知，敢挺身而出的少數人。」
2006年9月28日，民進黨舉辦20週年黨慶，陳列的黨史文案沒有費希平的名字。
2007年7月7日，同為退出民進党多年的朱高正回憶：「像費老這樣外省人的出身背景，他要承受多大的同儕壓力，你們知道嗎？」

## 評價
2012年10月12日，國立臺灣大學政治學系教授石之瑜表示，民進黨建黨的功臣中，眾多黨史家絕口不提的是費希平與傅正，在黨外時期兩人均參與對國民黨之間的折衝犯難，但兩人都反對台獨，導致他們在民進黨史的隱沒。2015年4月14日，國立空中大學法律課程教師朱言貴也表示同樣看法。
2014年10月24日，《中國時報》專欄作家傅建中認為外省人投靠民進黨或早期的黨外認為最大的問題是不能操閩南話，並舉費希平為例。
作家李敖在其著作與鳳凰衛視节目《李敖有话说》裡多次提及费希平，并对费希平的很多言行持肯定态度。

## 著作
- 《諤諤集》：費希平1978年11月出版，八十年代出版社總經銷。
- 《理想與期待：民主政治家費希平先生言論集》：費希平1990年12月初版。